# REV Classic
La REV Classic est une course cycliste d'un jour néo-zélandaise disputée autour de Cambridge dans la région de Waikato. Créé en 2006, elle était réservée aux amateurs jusqu'en 2014. Elle fait partie de l'UCI Oceania Tour depuis 2015, en catégorie 1.2.
La REV Classic fait partie avec d'autres courses de la REV Cycle Race.

## Palmarès
| Année | Vainqueur         | Deuxième         | Troisième        |
| ----- | ----------------- | ---------------- | ---------------- |
| 2006  | Geoffrey Burndred | Eric Drower      | Scott Guyton     |
| 2007  | Geoffrey Burndred | Matthew Haydock  | Samuel Eadie     |
| 2008  | Gordon McCauley   | Michael Northey  | Justin Kerr      |
| 2009  | Gordon McCauley   | Roman van Uden   | Mark Langlands   |
| 2010  | Patrick Bevin     | Gordon McCauley  | Michael Torckler |
| 2011  | Scott Lyttle      | Roman van Uden   | Taylor Gunman    |
| 2012  | Jeremy Vennell    | James Oram       | Michael Northey  |
| 2013  | Shem Rodger       | Hayden McCormick | Roman van Uden   |
| 2014  | Patrick Bevin     | Sam Lindsay      | Hayden McCormick |
| 2015  | Patrick Bevin     | James Oram       | Michael Torckler |
| 2016  | Dion Smith        | Mark O'Brien     | Taylor Gunman    |
| 2017  |                   |                  |                  |